# Парди-Пьетат
Парди́-Пьета́т (фр. Pardies-Piétat) — коммуна во Франции, находится в регионе Аквитания. Департамент — Атлантические Пиренеи. Входит в состав кантона Узом, Гав и Рив-дю-Не. Округ коммуны — По.
Код INSEE коммуны — 64444.

## География

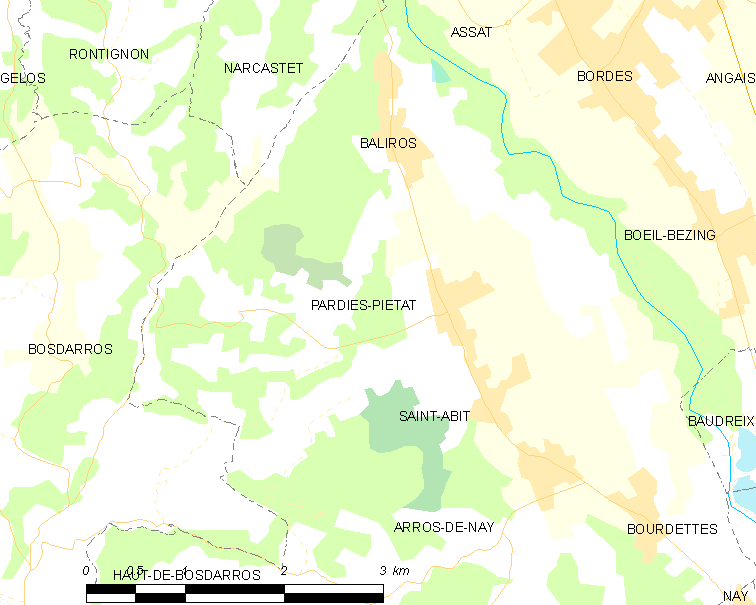
Карта коммуны

Коммуна расположена приблизительно в 660 км к югу от Парижа, в 185 км южнее Бордо, в 12 км к юго-востоку от По.
На северо-востоке коммуны протекает река Гав-де-По.

### Климат
Климат тёплый океанический. Зима мягкая, средняя температура января — от +5°С до +13°С, температуры ниже −10 °C бывают редко. Снег выпадает около 15 дней в году с ноября по апрель. Максимальная температура летом порядка 20-30 °C, выше 35 °C бывает очень редко. Количество осадков высокое, порядка 1100 мм в год. Характерна безветренная погода, сильные ветры очень редки.

## Население
Население коммуны на 2010 год составляло 448 человек.
| 1962 | 1968 | 1975 | 1982 | 1990 | 1999 | 2010 |
| ---- | ---- | ---- | ---- | ---- | ---- | ---- |
| 329  | 320  | 303  | 302  | 365  | 377  | 448  |

## Администрация
| Период | Период | Фамилия      | Партия | Примечания |
| ------ | ------ | ------------ | ------ | ---------- |
| 1995   | 2020   | Мишель Кассу |        |            |

## Экономика
В 2010 году среди 260 человек трудоспособного возраста (15-64 лет) 197 были экономически активными, 63 — неактивными (показатель активности — 75,8 %, в 1999 году было 69,8 %). Из 197 активных жителей работали 187 человек (98 мужчин и 89 женщин), безработных было 10 (8 мужчин и 2 женщины). Среди 63 неактивных 28 человек были учениками или студентами, 19 — пенсионерами, 16 были неактивными по другим причинам.

## Достопримечательности
- Часовня Нотр-Дам (XVII век)[4]
- Церковь Св. Михаила (XIX век)[5]

## Фотогалерея

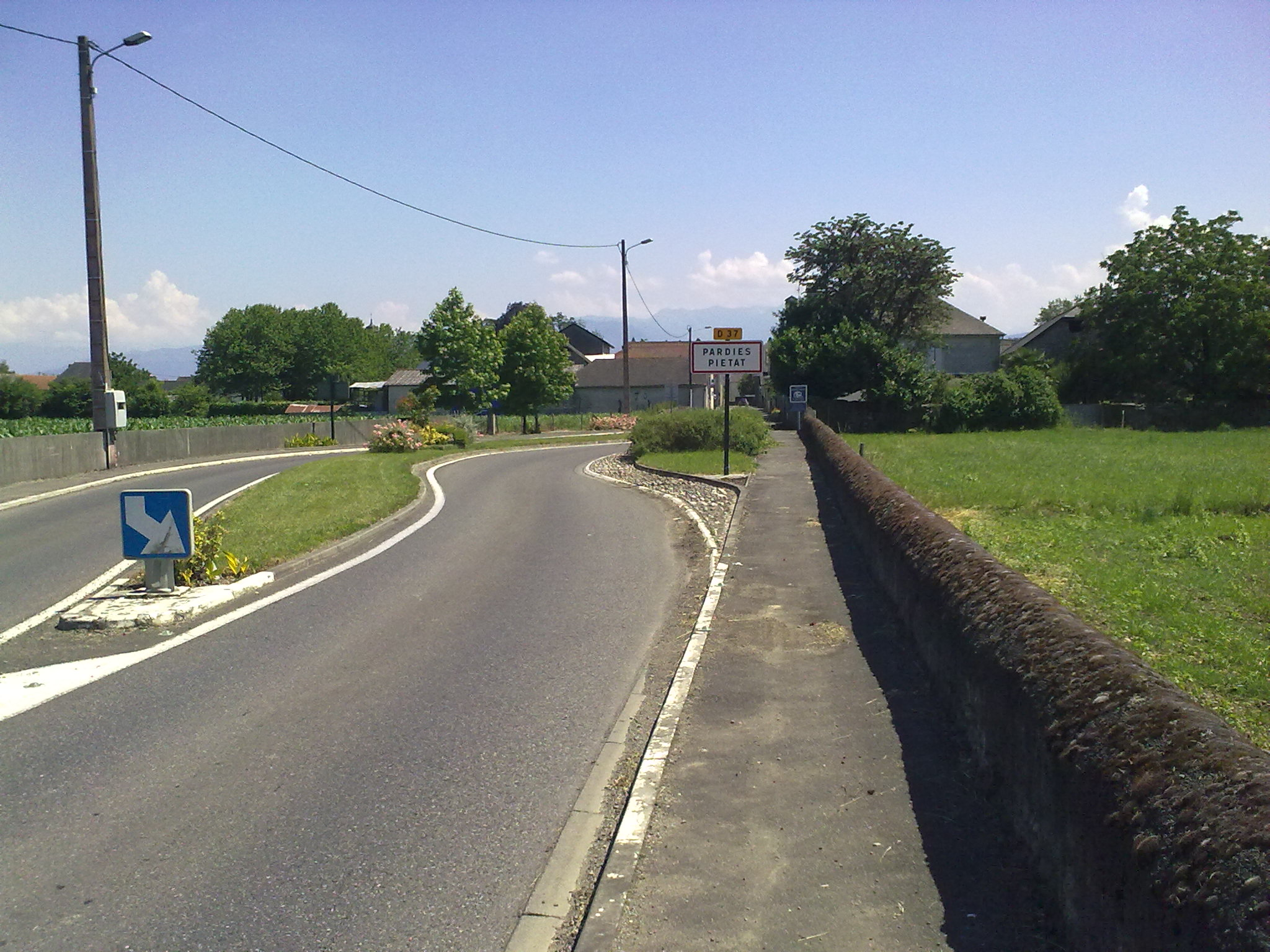
Въезд в Парди-Пьетат
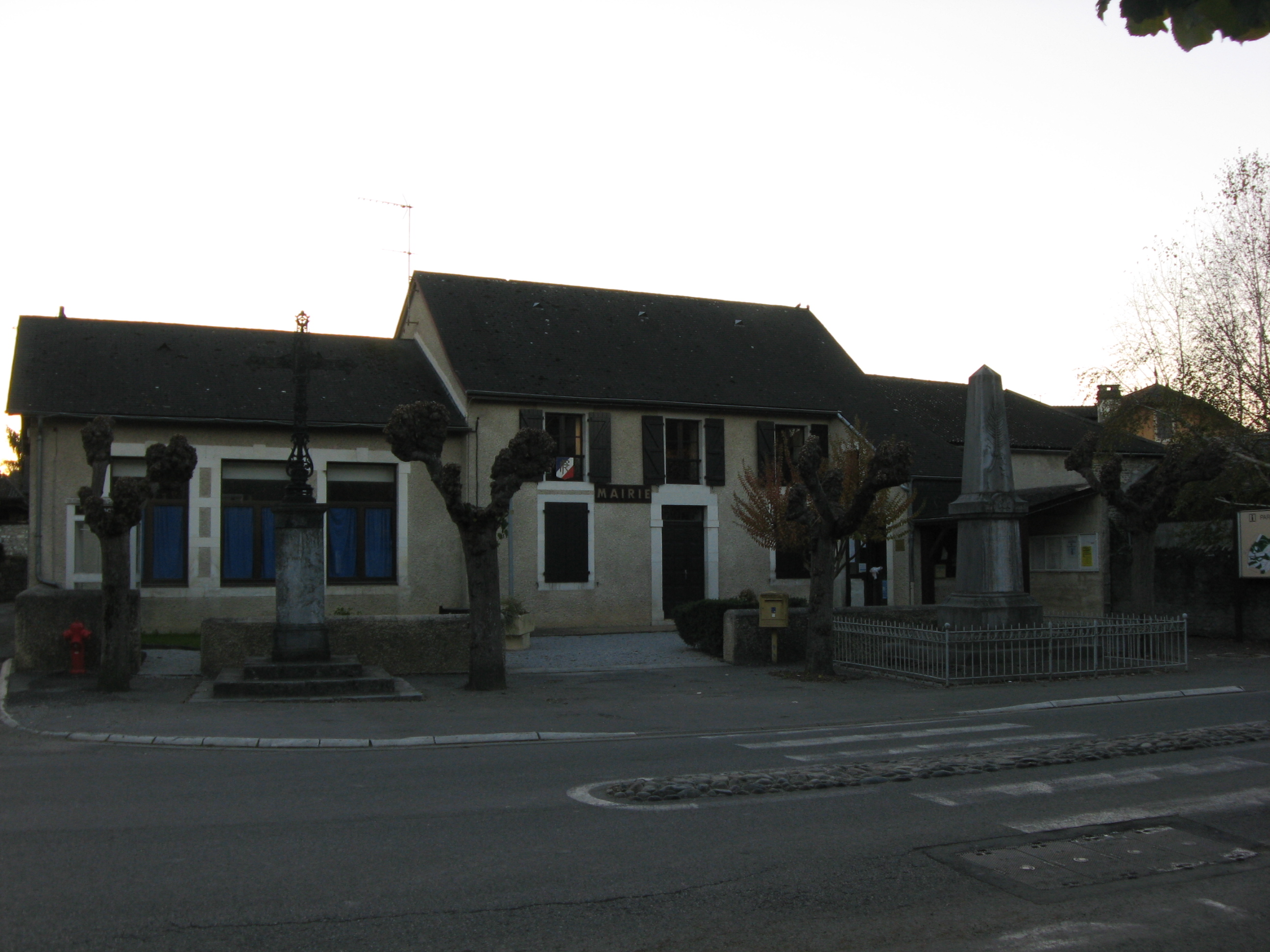
Мэрия
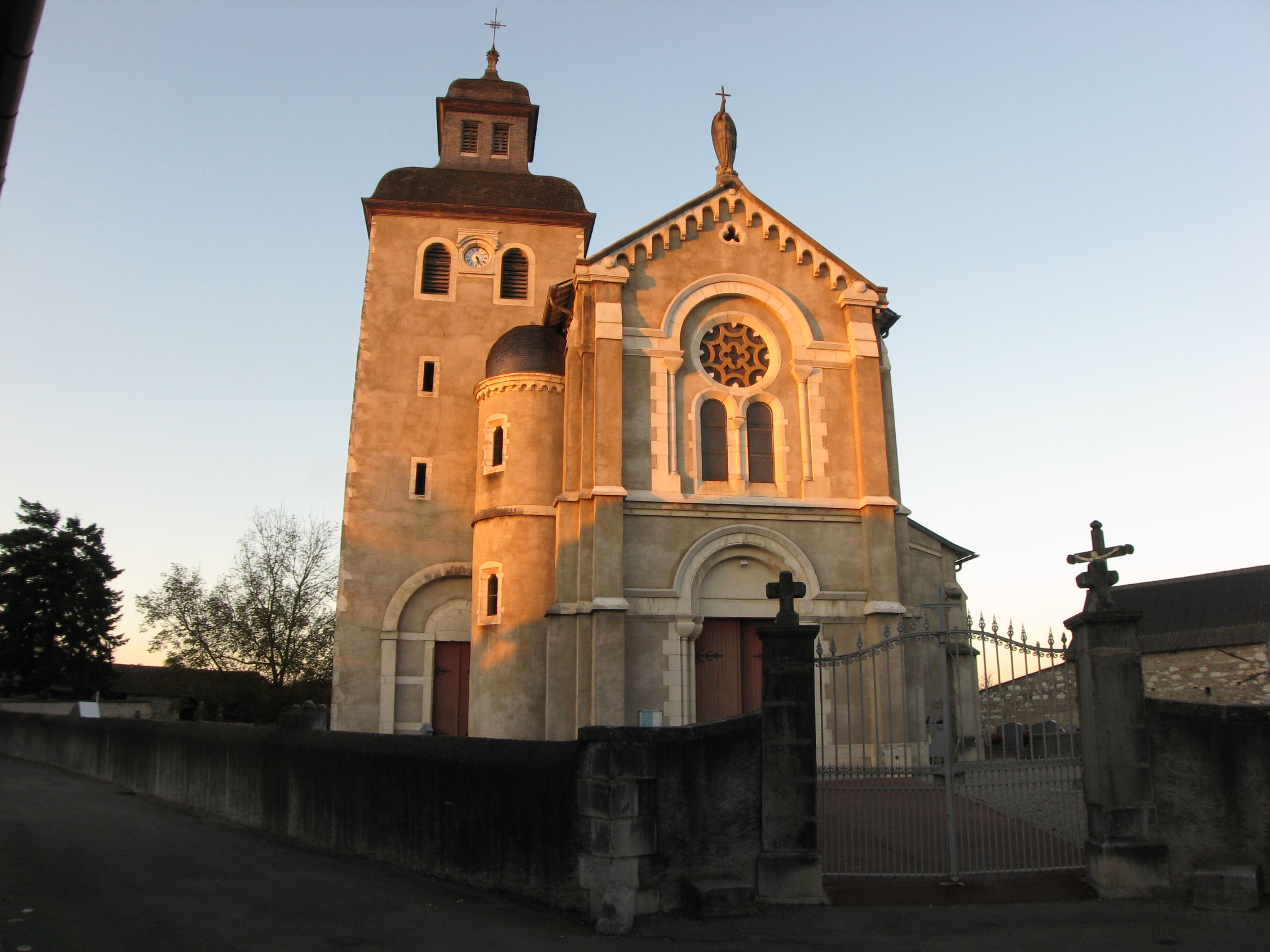
Церковь Св. Михаила
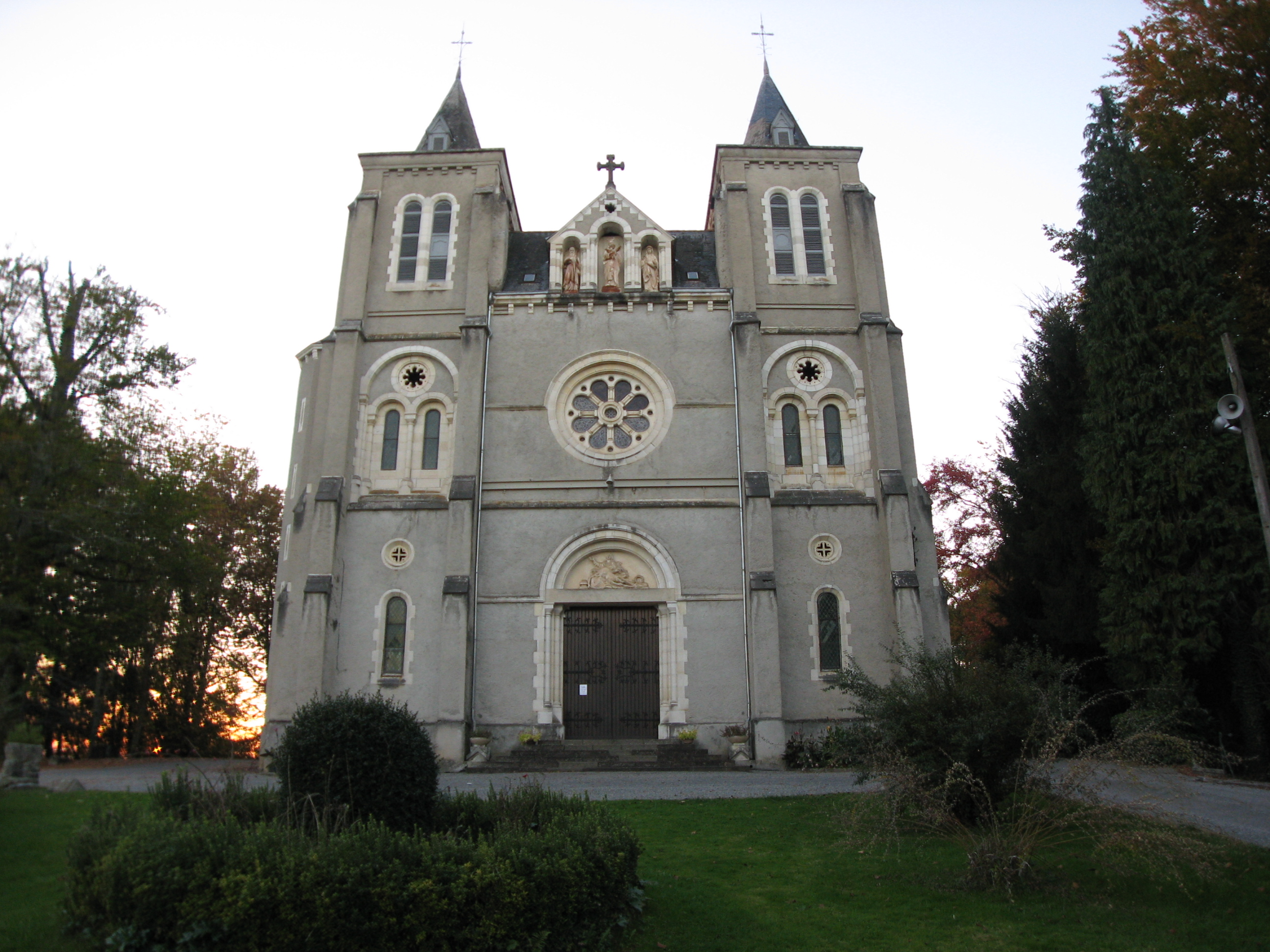
Часовня Нотр-Дам
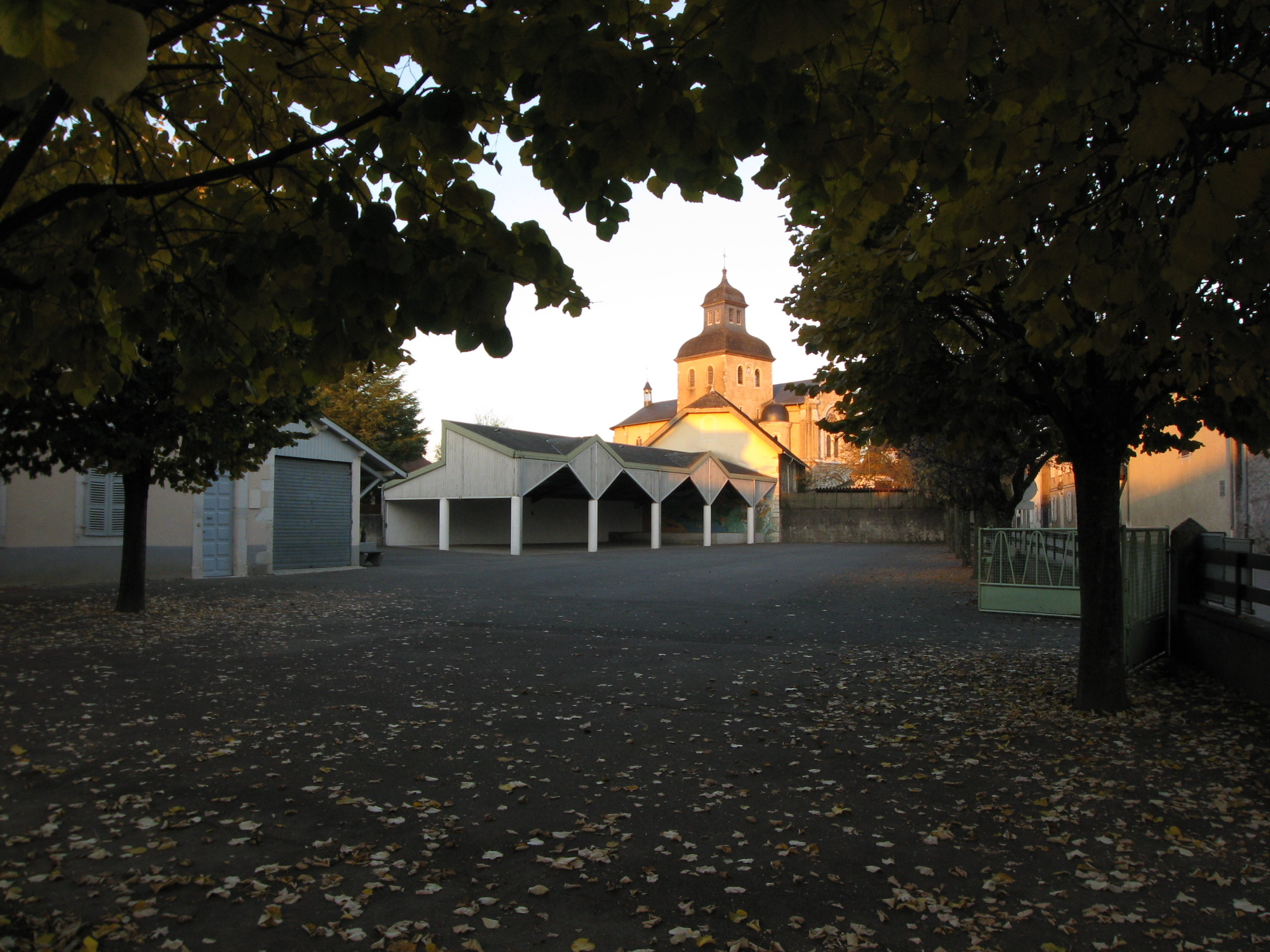
Школа
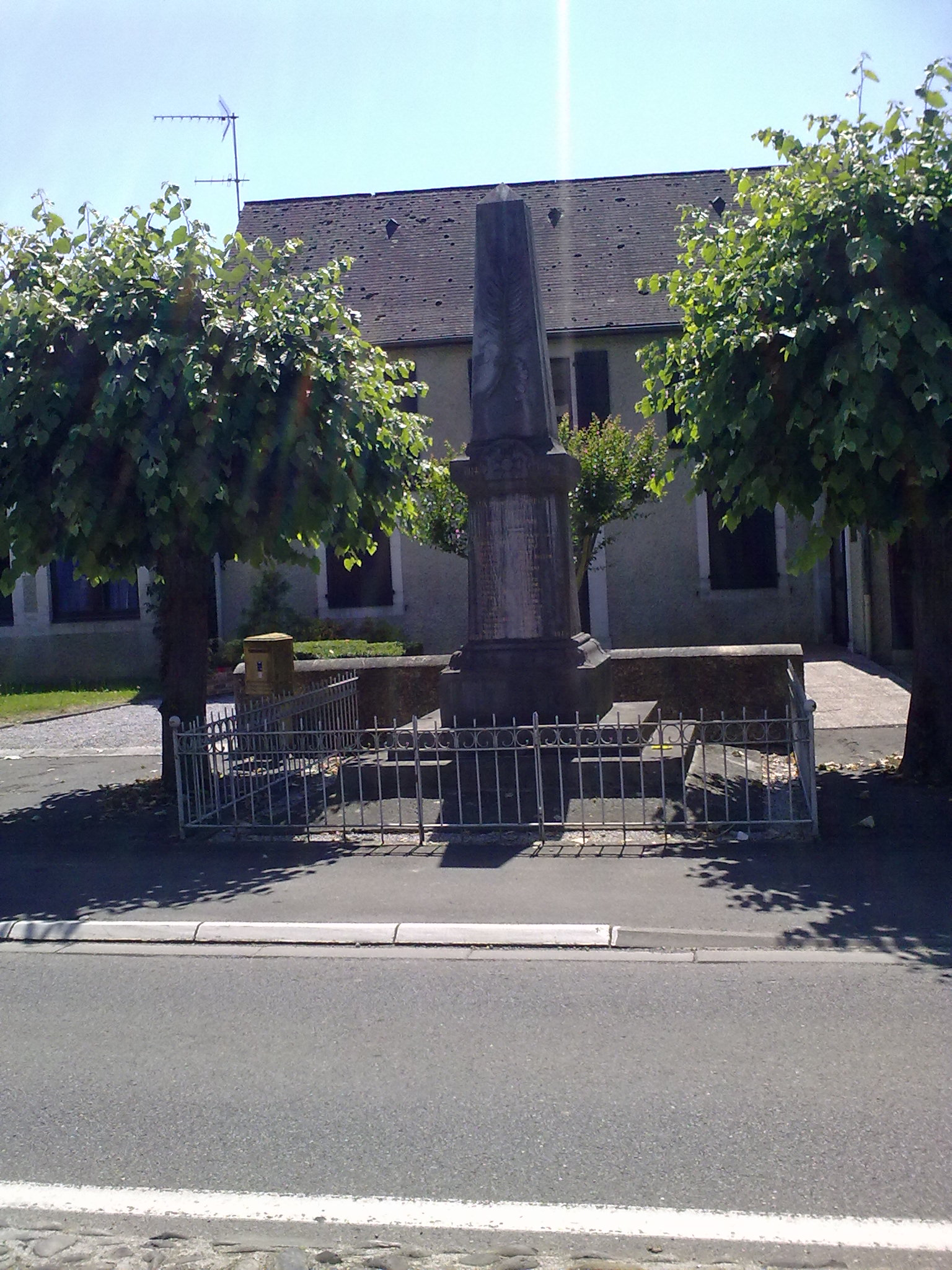
Военный мемориал